# となりの妖怪さん
『となりの妖怪さん』（となりのようかいさん）は、nohoによる日本の漫画作品。
2017年8月21日よりX (旧Twitter)にて連載され、ウェブコミック配信サイト『マトグロッソ』（イースト・プレス）にて2022年1月6日まで連載された。その後は外伝・上が2022年10月3日から2023年5月25日まで連載され、2024年4月から6月までテレビアニメを放送。テレビアニメ最終話が放送された2024年6月30日に外伝・下の連載が告知され、7月11日より『マトグロッソ』にて連載を開始した。
海外では韓国語版・繁体字中国語版・簡体字中国語版・フランス語版が出版されている。

## 執筆
原作者のnohoは「妖怪」にこだわっていたというよりは〝人外＝人間と違う存在〟と人間の関わりを描きたいと考えており、妖怪や妖精を不思議な存在というよりは、〝人間とは違う種族〟として描いている。最初に生み出したジローについても、たまたまカラス天狗で妖怪だったという。
nohoによる短編『待ちぼうけブルース』「白亜紀で待つ」編（『モーニング』2019年29号掲載）は、「こっそりとした裏設定」として「「となりの妖怪さん」と同じか、近い世界観（次元）でのお話」としている。

## あらすじ
舞台は妖怪と人間が共存する世界。その世界に点在する小さな町・縁ヶ森。
突然の進化により猫又となった20歳の長寿猫・ぶちおは、自身が妖怪になった理由を探して思い悩みながらも少しずつ社会に適応していく。

## 登場人物
声の項はテレビアニメ版における声優。

### 主要人物
杉本 睦実（すぎもと むつみ） / むーちゃん
声 - 結川あさき
主人公の人間の少女。杉本家の次女。好奇心旺盛で元気いっぱい。ジローのことが大好きで守りたいと思っている。
縁火山 次郎坊（ふちびやま じろうぼう） / ジロー
声 - 比嘉良介
睦実を見守るカラス天狗。雰囲気こそ若々しく見えるが遥か長い時を生きている。
縁ヶ森の管理者として生を受けた半神的存在「縁火山大天狗」の一人。母体となる大杉が存在し、それが無事な限りは死なない。
劇中では管理者の役割を太善坊から引き継いでいる。
大石 ぶちお（おおいし ぶちお）
声 - 梶裕貴
大石家で飼われている20歳の長寿猫。物語冒頭で妖怪「猫又」に変じ、以降はペットではなく家族の一員として大石家に加わる。辛い境遇であった子猫時代のときに大石家に拾われ、大切に接してくれる人たちへの思いが募ったことで猫又になったとされている。
妖怪としては生まれたてである故に妖怪界隈の知識をほとんど知らず、術も習得していない。
また、妖怪化したことで（妖怪としての）戸籍登録等の各種手続きや妖怪としての基礎教養である妖術の習得に振り回されており、その中で様々な人や妖怪と触れ合い成長していく。

### 縁ヶ森の住民達
大石 拓海（おおいし たくみ） / たくみ
声 - 田村睦心
大石家の次男。時空間研究所の研究内容に興味があり、憧れている。
縁火山 太善坊（ふちびやま たぜんぼう） / おっちゃん
声 - 浦山迅
鼻高天狗。ジローこと次郎坊の師匠であり、先輩。片側の翼を失っている。
ジローの先代として山の管理者を任ぜられていた「縁火山大天狗」で、役目をジローに譲ってからは隠居生活を送っている。
立花 百合（たちばな ゆり）
声 - 大地葉
化け狐 / 洗濯狐。
普段は人間の姿に変化しており、ぶちおに変化の術を教えている。平とは親友の間柄。サバサバしており、頑固なところがある。実家の問題に悩んでいた際、空間の歪みにより接触した平行世界へ迷い込むが、時空間研究所の対応により元の世界に戻った。平行世界で一人になったことで実家に帰る決断をする。平行世界での性格は違い、普通の人間の女性だった。
田中 平（たなか たいら）
声 - 浜田賢二
人間。百合とは親友の間柄。
西谷 千彰（にしや ちあき） / ワーゲン
声 - 川島得愛
ドイツ車（フォルクスワーゲン・ゴルフ（初代型））の付喪神。
40年大切にされたことで付喪神として新生した。自分で走る際にも免許が必要となって、自動車学校に通うことになり、そこでぶちおと友達になる。頭が自動車、身体は人間のようになっており、自動車形態にもなれる。
西谷 和彦（にしや かずひこ）
声 - 田中秀幸、塙真奈美（子供）、海渡翼（青年）
千秋の所有者。
小林 弁丸（こばやし べんまる）
声 - 橘龍丸
ベトベトサン。
佐野 龍（さの りょう） / りょう
声 - 三瓶由布子
中川 虹（なかがわ れいん）
声 - 潘めぐみ
河童。睦実のクラスメイト。
早千代（はやちよ）
声 - 甲斐田裕子
女性の狗賓。
ジローとおっちゃんとは友人（主従）の関係。かつて命を終えた老狼から天狗へと新生したものの、山の神から役目を貰わなかったため、自身の本質や存在する意味をずっと探し求めていた。ジローが水神と戦う前、使いとして奥山を訪れた際に一宗と出会い、良き友人となる。以降共に奥山と人々を守っていくが、病で先が長くない一宗から奥山の守り手を受け継ぐことが自分の本文（すべきこと）と悟り、彼女を「畏友のひと」と称え、看取った。一宗の子孫である一心とは恋人同士。
小野上 安路（やすじ） / ヤス
声 - 奈良徹
送りイタチ。父親が送りイタチで母親が人間。送りイタチの本質と役割に沿い、様々な「送る」仕事に就いてきた。東京でタクシードライバーをしていた頃、乗客だった山本と会話したことがきっかけとなり、現在は転職して大工となった。
原作では飲み会の席でヤス本人が上記の転職へと至った経緯をぶちおに語っているが、アニメ版では飲み会のエピソードがカットされたかわりに、百合のコインランドリーで弁丸が現れ、妖の本質と役割について語った際に一例として挙げる形で描写された。また、ぶちおが寿命について相談する飲み会は原作では参加していなかったが、アニメ版では参加している。
杉本 真守（すぎもと まもる）
声 - 土田大
むーちゃんの父親。数年前に福岡へ単身赴任していたが、行方不明。実は赴任先で虚無に飲み込まれ、体も記憶も全て消えた影の存在となっていた。しかし心だけは残っていたため、縁ヶ森に戻った後はむーちゃんへ執着し、同じように虚無へ引き込もうとする。これからどうしたいかとジローが対話する中、「会いたい」という強い意志でベトベトサンへ新生し、早苗からマーさんと名付けられる。境界線崩壊から世界が再生する際、最後にむーちゃんへ「ありがとう」と「さようなら」を伝えた。
マーさん → アユム
声 - 土田大
ベトベトサン。影となった真守が、強い意志で新生した姿。強い意志を引き替えに新生したため、自我が覚醒していないぼんやりとした状態が続き、真守だった頃の記憶も失われていた。
境界線崩壊で現れた鬼の一体は虚無に飲み込まれた真守の記憶を持っており、むーちゃんの呼びかけとマーさんが接触したことで鬼が真守の姿へと変化。家族に「ただいま」を伝え、迎え入れられたところで言霊が弱まり消滅する。
世界が再生した時に自我が芽生え、はっきりと会話するようになったことで、新たにアユムと名付けられた。現在は杉本家に居候中。
杉本 早苗（すぎもと さなえ）
声 - 牛田裕子
むーちゃんの母親。
杉本 咲喜（すぎもと さき）
声 - 神戸光歩
むーちゃんの姉。
杉本 こづえ
声 - 定岡小百合、塙真奈美（少女）
むーちゃんの祖母。幼い頃は悪戯っ子だったらしい。
杉本 清司（すぎもと せいじ）
声 - 菊池通武
むーちゃんの叔父。早苗の兄。
むつみの祖父
声 - 仲野裕
故人。お盆になると精霊馬に乗って帰ってくる。むーちゃんが幼い頃はまだ生きており、真守が福岡へ単身赴任する見送りの際も声をかけている。
大石 晋太郎
声 - 松川裕輝
拓海の父親。
大石 雪子
声 - 園崎未恵
拓海の母親。まだ子猫だったぶちおを家族に迎え入れる。
大石 将希
声 - 山口智広
拓海の兄。
大石 勇三
声 - 魚建
拓海の祖父。
大石 わか
声 - 佐藤はな
拓海の祖母。
鈴木 長次 / すずきち
声 - 宮田浩徳
一つ目入道。おっちゃんの釣り友達。妻は「スズキ製パン」というパン屋を営んでいる。
渡辺 司（わたなべ つかさ） / ナベさん
声 - 蓮岳大
人間。おっちゃんの釣り友達。年老いた母親を施設に入れていたが、弱っていく姿を見たことで自分の死が近くなったときどうしたいかを考えるようになる。やがて「自分が安心できる場所で残りの時間を過ごしたい」という答えに至り、母親にも本音を聞き出したところ同じ考えだったことから施設をやめ、自宅で看ることを決める。
佐野 麻紀
声 - 塙真奈美
佐野 忠
声 - 中務貴幸
佐野 夏
声 - 三宅麻理恵
中川 美波子
声 - 小若和郁那
中川 純一郎
声 - 中務貴幸
コトネの父
声 - 中島卓也

### 小学校
花子さん
声 - 塙真奈美
女子トイレに花子の相談室を構え、女の子達の相談に乗っている。
ゆうすけ君
声 - 櫻井尚輝
人体模型。理科室で子供達の相談にのっている。
宮嶋先生
声 - 大南友希
ろくろ首。りょうと虹のクラスの担任教師。
ヒヒ先生
声 - 中島卓也
狒々。
土田先生
土蜘蛛。
室峰先生
雪女。
教頭先生
ぬらりひょん。
コトネ
声 - 古城門志帆
虹の友人。
芽衣子
声 - 大南友希
カイセイ
声 - 海渡翼
トモキ
声 - 広瀬裕也
ウタコ
声 - 小若和郁那

### その他の人々
山本 五郎左衛門（さんもと ごろうざえもん）
声 - 三上哲
魔界で12人いる魔王のうちの1人。現世では主にタレントとして活動しており、分身する事で複数の仕事を掛け持ちしている。「時空間と次元をアレコレ」し、再放送されたテレビ番組に出演する自分を通し会話も出来る。相手の内面を覗くこともあるようで、すずに「あまり見るとプライバシーの侵害」と諫められた。人間の姿を取っているが額には隠された第三の目があり、時折開眼するほか、本当の姿は「めちゃくちゃデカくてモフモフ」であり、ぶちおが初めて会った際は部屋の入り口から巨大な手を出して驚かせている。魔法使い特製のかばんを持っており、様々な場所と繋がっている。
ずいぶん前から未来の自分よりビジョンが送られてくるようになり、有事に備え自分の分身（力）を世界各地に配置させていたが、境界線崩壊が発生した際は本体を日本に置いていたため、空間断絶で分散させていた力が断ち切られ、羽根の生えた子猫のような姿に変わってしまう。世界が反転した際は姿を失ってしまったものの、名前を呼ばれたことで存在を取り戻し、むーちゃん・たくみ・りょうへ語りかけ、言霊による世界再生を促す。境界線崩壊後は行方不明となっていたが、後日談の番外編では半年後に戻ってきたことが語られた。実は世界が再生される際、異分子として外側に弾き出されており、境界線が形成されていく世界創造の瞬間を目撃する。
坂木 すず
声 - 川澄綾子
猫又。山本の秘書であり、事務所のチーフマネージャーを務める。
竜神
声 - 能登麻美子
諏訪湖に住む神様。諏訪湖が水源の川には巨大な魚の姿をした分霊が泳いでいる。本来の姿は竜で、この形態で空を飛び移動するが、人々と対話する機会も多いため、話しやすいよう人間の女性の姿に変化することもある（現在は「あいどる」をイメージした姿）。天玄坊の名付け親でもあり、当時は着物姿だった。
秋から始まる眠りの期間を経て新年に目覚めた時、御神渡りが起こる。
立花 椿（たちばな つばき）
声 - 石井瑞樹、三宅麻理恵（幼少期）
百合の弟。母親が病気になったことをきっかけに、家を出た百合をずっと探していた。
現在は福島の高校に進学して寮生活をしながら、伝統や誇りを自分なりに考えるべく、野馬追の伝統を学んでいる。平とは連絡先の交換をし、呼び捨てするなど仲が良い。
百合の父親
声 - 山本兼平
百合の母親
みよ
声 - 塙真奈美
百合の親戚。立花家の伝統を信じ切っていた幼い頃の百合に、純血の化け狐ではないことを聞かれ、戸惑いながらも血に優劣はないことを教える。この出来事がきっかけで百合は立花家の伝統や誇りに疑問を感じるようになる。現在は化け狐以外の妖怪と結婚して子供もおり、百合とも会いたがってることが百合の母親から百合へ伝えられている。
三光（さんこう） / コウ
カラス天狗。
サー・アーベント
声 - 広瀬裕也
妖精王オベロンの甥。山本の友達。
メルヴィン
透明人間。アーベントの執事。
一心（いっしん）
声 - 伊東健人
盲目のギタリスト。早千代とは恋人同士。一宗の血を引いているためか言霊に関する勘が鋭く、イギリスで偽体の術を使い他人からは別の姿に見えるようにしていた山本の正体を見破ったり、境界線崩壊で言霊の力が失われつつあることに気付くなどしていた。アニメ版では初登場となる原作第3巻「ぶちお、イギリスへ行く〈前編〉」での場面がカットされたため、同じく第3巻「狗賓とギタリスト」の内容にあたる第10話が本編での初登場となった。
一喜（いっき）
一織（いおり）
彗雲坊
声 - 大南友希
女性のカラス天狗。東京で境界線崩壊に巻き込まれたぶちお達を避難場所に案内する。ぶちおと拓海が鬼に襲われそうになった際は、小刀で鬼の首を斬り落とし助力する。

### 時空間研究所 日本支部
アサヒナ
声 - 小若和郁那
主任。
パトリック
声 - 海渡翼
技術・開発班リーダー。マミリとは仲が悪い。noho曰く「甘いものがないと集中できないひと」。
別世界から迷い込んだ帰れない組の一人。子供の頃、作中世界の同一人物が実行した異世界に行く方法の都市伝説「飽きた」により、入れ替わる形でやってきた。
モリノ
声 - 三宅麻理恵
技術・開発班所属。マミリとはパートナー。
別世界から迷い込んだ帰れない組の一人。元いた世界ではパラレルワールド旅行が普及しており、3年前にマミリとの新婚旅行で様々な世界を巡っている中、装置の不具合で作中世界に不時着してしまった。
元々はnohoが小学生の時に描いた落書き漫画のキャラクターで、当時は「色んな世界を巡っているアマチュアカメラマン」という設定だったという。「最近発掘した最古の絵」では、「まみりの後輩」という記述がある。
マミリ
解析班リーダー。モリノとはパートナー。
モリノと共に縁ヶ森に隕石が落ちてきた事件について調べにやってくる。人の名前を覚えるのが苦手。パトリックとは仲が悪い。
別世界から迷い込んだ帰れない組の一人。パラレルワールド旅行の装置修復をサポートして貰う代わりに、モリノと共に時空間研究所で働いている。
タキグチ
大ガマ。技術班所属。
明確に同一人物と語られてはいないものの、花子が虹の先祖返りの症状を聞いた際、昔にも同じような子がおり、確か大ガマの子だったと考えを巡らせる場面がある。
入江
"怪異"事象「異世界エレベーター」で別世界から迷い込んだ女性。時空間研究所に保護され、いずれ研究員になる予定。大学では物理学を学んでいた。

### 国際宇宙ステーション
ミカミ
レイナルド
声 - 広瀬裕也（第5話）、中島卓也（第12話）
クリフ
声 - 中務貴幸
ケット・シー。
エリン
声 - 佐藤はな
父親が天使。

### 過去の人々
縁火山 天玄坊（ふちびやま てんげんぼう）
声 - 三木眞一郎
カラス天狗。縁火山大天狗の3代目。おっちゃんの師匠。風の通力と相撲が得意だった。話を盛るクセがあったらしく、幼いおっちゃんにも幹政たちと出会った時の話を盛って聞かせていた。「役目を全うしてこそ天狗の誉れ」という考えから寿命で逝くことを拒否しており、約500年前に縁ヶ森へ隕石が落ちてくる際、住民を守るため相討ちする。元々寿命が近かった母体の樹もその後に倒れたことで永逝した。「天玄坊永逝の地」という石碑は、アニメ版では「一五二三年六月」と年代が記されている。
相討ちの直前、おっちゃんたちとの会話の中で次に生まれ来る烏天狗の名前として「次郎」を挙げていた。
幹政（みきまさ）
1000年以上前、領地争いから逃げ延びた武士。天玄坊と出会い、良き友人となる。むーちゃんの先祖にあたる。
水神
声 - 伊藤静
大蛇。約100年前、縁ヶ森を巣にしようとしたところをジローによって退治されるが、怨霊となり現代に姿を現す。そしてジローの母体である大杉を枯らそうと、むーちゃんを操って結界を破り、大杉に取り憑いた。しかしむーちゃんたちの活躍により大杉は守られ、生まれ変わったらこの地に迎え入れると心からジローに受け入れられたことで成仏する。
元はとある村の井戸に祀られた水神（女性の姿）で、愛する男との間に子供を宿していた。しかしそれを妬んだ女が井戸に毒を流したことで男の前から姿を消すことになってしまう。再び男の元を訪れた頃には毒を流した女が男との間に子供を設けて家庭を築いており、怒りと哀しみからその一族と村を滅ぼした過去を持つ。
境界線崩壊後、縁ヶ森町へ引っ越してきた夫婦の間に生まれた赤ん坊として転生。しかしジローのことは未だ許しておらず、再会した際に愚図って泣き出してしまう。ジローもそのことは悟りつつ、生まれ変わって再び訪れたことを深謝し、迎え入れ見守っていくことを誓う。
原作とアニメ版では、上記の身の上話が描かれるタイミングと子供の生存、転生後のジローとの関わりが異なっている。原作では魂となった水神が魔界で山本と会い、審判を受ける場面に描かれており、毒を盛られた時点で子供は死亡していたとされている。アニメ版ではジローに退治される際、子供はまだ腹の中で生存しているように描写され、上記の身の上話もジローに受け入れられる場面に回想として描かれている。
一宗（いっそう）
元人間の天狗。職業は医者で、奥山を守っている。病を患っており、友人だった早千代に看取られる。人間時代はお一（いち）と呼ばれ、天狗の修行を受けていた。医者の夫がいたが、鬼に襲われ命を落としている。
ハル
声 - 生天目仁美
むーちゃんの曾祖母で、こづえの母親。ジローが水神と戦った頃はまだ幼かったが、その後一人の大人の女性へと成長し、正造と結婚する。しかし母親や夫、息子に友人と、次々大切な人を失うことで次第に心を閉ざすようになっていく。こづえが幼い頃、崖崩れに巻き込まれ、その生涯を終えた。事切れる直前、助けに来たジローに対し、覚えてることで辛い思いをしてほしくないという考えから、自分のことを忘れて欲しいと伝え、そのことがジローのトラウマとなっている。
だがそれは本心ではなかったらしく、忘れて欲しいという自分の願いを断って怒ってほしい、「叶うならば、ずっと貴方のとなりに居たい。」と綴った手紙が遺されており、現在のこづえが見つけている。
ハルの母親
声 - 小若和郁那
ハルのたった一人の肉親。娘の花嫁姿を楽しみにしていたが、祝言の前に血を吐いて倒れ、そのまま息を引き取ってしまう。
正造（しょうぞう）
ハルの夫。戦争に出兵し、戦死する。
しょうた
正造とハルの息子でこづえの兄。まだ幼い頃にフミの家に遊びに行った際、地震による家屋倒壊に巻き込まれ、亡くなってしまう。
フミ
ハルの友人で化け狐の女性。地震による家屋倒壊に巻き込まれ、息子やしょうたと共に亡くなってしまう。
奈美子（なみこ）
声 - 井上喜久子、三宅麻理恵（子供）
和彦のパートナー。和彦とは幼馴染みで同年齢。13歳の時に両親が離婚し母親と共に引っ越す。以降和彦との交流が途絶えるが、19歳の時に偶然再会。次第に親密となり、パートナーとなった。60歳の時、先祖に芭蕉の精がいることによる遺伝病を発症。和彦に看取られる。亡くなる前にまだ付喪神ではなかった千彰に、和彦のことを託した。

### 名前のみ登場
妖精の王と女王
オベロンとティターニア。山本の本体がイギリスで謁見し、夫婦ゲンカに巻き込まれる。
神野悪五郎
魔王の1人。山本とはライバルであり親友。シャイであまり公には出てこない。

## 設定
未知のエネルギー「言霊」の力によって妖怪、神や妖精など空想の存在が実体を持って人間と共存している世界。平行世界・彼岸・虚数次元（別世界）や、虚無・鬼（存在）、神隠しやドッペルゲンガー（現象）といった多世界解釈が実体として解明されており、パラレルワールドは一般に受け入れられている。
寿命は種族によって違い、祖先は長命だったが代を重ねたことで人間と同等となった種族（化け狐の百合や送りイタチのヤス）もいれば、ジロー・おっちゃん・早千代（天狗種）や弁丸（ベトベトサン）、ぶちお・すず（猫又）、山本（魔王）や竜神のように長命な場合も多い。それを承知しパートナーとなる者や、あえて深く関わらない者など、各々のスタンスによって付き合い方も多数ある。
作中の日本では猫又として妖怪に新生したぶちおの元に「妖怪新生届け」や「妖怪健康保険」の案内が届いたり、ドイツ車の付喪神であるワーゲンは日本国籍と車の姿で路上を走るための運転免許を取得する必要があるなど行政手続きに関する描写が度々描かれる。また、明確に描写はされていないものの、日露戦争や太平洋戦争のような出来事が過去にあり、現実の歴史とほぼ同じ道筋を辿った世界である。一方で空間の歪みが数100年周期で発生しており、この事が原因で約500年前には世界中に隕石が落ちるという大災害が起こっている。

### 舞台
静岡県縁ヶ森町
本作の主な舞台。1000年以上前、領地争いから逃げ延びた幹政らが、天玄坊と出会い、現在の縁ヶ森に定住。その子孫が村を作った。
原作者のnohoによると静岡県西部（遠州）の掛川市がイメージされており、設定としても遠州地域を舞台としている。森町辺りから連想し、ところどころ浜松市や磐田市、袋井市なども参考にしつつ、実際の風景も取材して描いているという。
アニメ版第4話ではぶちおが読んでいる求人情報誌は表紙に「静岡県東部編」と書かれており、第6話ではぶちおに交付された運転免許証の住所欄で「静岡県緑ヶ森町上川1167番地の2」と記載されているのも確認できる。
奥山
縁ヶ森町から遠く東にある山。鬼門が開きやすく、鬼が時折姿を現す。普段は天狗が不在だが、100年ぐらい前から奥山に縁のある早千代が守るようになった。
如月駅
二俣本町駅と天竜二俣駅の間にある駅として登場。nohoによると、本作における迷い込んだ女性（はすみ）は、（原作の）裏設定として伊佐貫トンネルを抜けたところで時空間研究所に保護されたとしている。
東京
イギリス
国土の7割ほどが霊気や魔力が集まるパワースポット。総じて言霊の力が強くなるため、言葉（スペル）を操る魔法文化が栄えた。正しく学べばイギリス国内に限り、誰でも魔法を使うことができる。

### 作中用語
本質
言霊
作中世界独自に存在する未知のエネルギー。どのような構造物とメカニズムなのか解明されていない。作中世界では言霊の力によって妖怪、神や妖精など空想の存在が実体を持つことが出来る。子供達の噂が元になって小学校のタヌキの剥製に魂が宿ったり、むーちゃんの呼びかけで真守の記憶を持った鬼が姿を変えるなど、大きな影響力を持つ。ニエンテと繋がった境界線崩壊では言霊が失われ、鬼や妖怪、神たちが次々と存在を保てなくなり消失してしまった。
時空間研究所
時空の歪みや平行世界を研究している機関。世界中に支部が存在する。発達した科学技術を持ち、関係者外には明かされない秘密や謎も多い。研究員の約3割が元・別世界出身。
別世界から迷い込んだ人は百合のケースのように元の世界を特定したことで「帰せた」人も大勢いるが限界もあり、ケースによってはパトリック・モリノ・マミリ・入江のように帰還出来ず、時空間研究所の研究員となるパターンも多い。
鬼
縁ヶ森町周辺では奥山に時折現れる異形の生物。音に敏感で獰猛。ニエンテと繋がった境界線崩壊が起こった際、出来た空の亀裂から大群となって現れ、人々を襲う。元は人であり、その時の断片的な記憶を元に脈略のないことを呟く。
天狗連盟
ジローやおっちゃん、コウや彗雲坊ら天狗たちが属している組織。
フライングセグウェイ
作中のイギリスで見られる、魔法を使った乗り物。
ストーリーゴースト
作中のイギリスで見られる、本の中のキャラクターに魂が宿った存在。
先祖返り
妖怪の血筋を持つ子供や老人でまれに出てくる、古い習性が症状として現れる現象。遺伝病とも呼ばれる。
平行世界
別世界、パラレルワールド。本作では人間が妖怪や神様と共に暮らしていない世界のほか、パトリックがいた科学が発達した代償に地球が壊れ人間が地下生活を強いられる世界、モリノ・マミリがいた時空間移動装置が普及しパラレルワールド旅行が一般化した世界、入江がいた世界などが登場する。ボールプールのように世界同士が隣り合っているが、境界線というバリアでお互いに大きな干渉はできないようになっている。
境界線崩壊
何らかの原因で境界線が壊れ、別世界同士がくっつく現象。約500年前に起きた世界中に隕石が降り注いだ災害の原因。
現代でも境界線崩壊の噂がまことしやかに囁かれていたが、現実となってしまう。干渉の裂け目は関東から九州の太平洋沿いに及び、鬼による多数の被害や言霊の消失による世界の反転が発生し、大きな空間災害となった。平行世界の日本で巨大なエネルギー（自然災害と推測されている）が発生し、それによってニエンテが押し出されぶつかり、穴をあけたことが原因とされる。
境界断絶
境界線崩壊の際に発生した光の壁。空間に開いた傷を修復するための、いわゆる「かさぶた」。外部との移動や連絡が不可能となる。
ニエンテ（nA06）
境界線崩壊で干渉した別空間。通称「"無"の空間」。世界と世界の隙間に沢山あるが、観測で送った電波が入った途端消えてしまうため、"無"と呼ばれている。
世界の反転
境界線崩壊で繋がったニエンテの干渉が急激に進行し、深層プシュケー（「魂」、言霊）を圧迫。核層まで進行した結果、プシュケーに近いソーマ（「肉体」）から変換され、鬼や妖怪、神などが次々と消滅していき、世界も飲み込まれ消えてしまう。しかしむーちゃん・たくみ・りょうが発した言霊により、無から有へと反転し、世界は再生された。しかし入江の「元に戻った」かどうかの質問に対し、モリノが「そうだったら良かった」と発言したり、たくみが作ったぶちおの人形が新生前の姿から二又尻尾の猫又の姿になっているなど、完全に元の状態で再生されていないことが示唆されている。
シールド
空間事象への新対策の名称。境界線崩壊から5年後となるエピソード、第4巻「番外編 大石くんの休暇」内にネット記事のタイトルで登場する。

## 書誌情報
- noho 『となりの妖怪さん』 イースト・プレス、全4巻
  1. 2018年7月10日発売[9]、ISBN 978-4-7816-1672-8
  2. 2019年7月10日発売[10]、ISBN 978-4-7816-1792-3
  3. 2020年10月17日発売[11]、ISBN 978-4-7816-1924-8
  4. 2022年4月7日発売[12]、ISBN 978-4-7816-2054-1
- 『となりの妖怪さん 外伝（上）』 2023年8月18日発売[13]、ISBN 978-4-7816-2234-7

## テレビアニメ
原作第1巻「ある夏の日」から最終巻（第4巻）「そして世界の季節は巡る」までをアニメ化し、2024年4月から6月まで朝日放送テレビ・テレビ朝日系列の『ANiMAZiNG!!!』枠ほかにて全13話で放送された。前述した通り原作の各エピソードにはサブタイトルが付いているが、アニメ版では使用せず、公式サイトでも通し話数のみ表記している。
2023年7月29日にアニメ化が正式に決定し、11月29日にティザーPVが公開され2024年4月の放送開始を告知した。2024年2月9日に放送日が発表され、2月22日から2月28日までの期間限定でクロス新宿ビジョンに飛び出す3Dで再現したぶちおの新生シーンを放映した。放送期間中、動画および生放送での上映会配信を行っていたニコニコ動画では2024年KADOKAWA・ニコニコ動画へのサイバー攻撃によって10話から最終話が未配信となっていたが、8月30日から9月6日14時59分の期間限定で無料配信を行った。
おおむね原作に沿いつつも、アニメ版では再構成が行われ、エピソードの順番の入れ替えや、カットしたエピソードの要素を別のエピソードに統合するなどしている。キャラクターの台詞もアニメ版ではシーンの長さなどに合わせ短くしたり整えるなどされており、原作者のnohoは第5話での百合と太善坊の会話を例にし「アニメならではの手法に感銘を受けました」「勉強になります!」とコメントしている。
noho自身も制作に携わっており、キャストオーディションへの参加だけでなく、実際の映像や絵コンテを見たり、第13話では復活した神々のカラー設定の作成など行った。また、アニメ放送後はハッシュタグ「#となりの妖怪さん」「#ファンアート」「#模写」を付け、「アニメ○話の好きなシーンをまとめました」というポストでX（旧Twitter）に感想イラストを投稿しており、「アニメの好きなシーンまとめに #ファンアート のタグをつけているのは、「アニメ・となりの妖怪さん＆アニメチーム」のファンです…という意味でつけてます。」としている。このイラストには原作の裏設定やアニメ制作の裏話なども書き込まれている。

### スタッフ
- 原作 - noho[2]
- 監督 - 山内愛弥[2]
- シリーズ構成・脚本 - 金春智子[2]
- キャラクターデザイン - 阿部慈光[2]
- サブキャラクターデザイン - たなべようこ、山田潮美
- プロップデザイン - 安藤暢啓[2]、河野敏弥
- 美術監督 - 坪井健太[2]
- 美術設定 - 須江信人、多田周平
- 色彩設計 - 小野寺笑子[2]
- 撮影監督 - 長谷川奈穂[2]
- 編集 - 長谷川舞
- 音響監督 - 八巻大樹[2]
- 音響効果 - 安藤由衣
- 音楽 - ats-、清水武仁&渡辺徹
- 音楽制作 - エイベックス・ミュージック・クリエイティヴ、Blue Bird's Nest[2]
- プロデューサー - 草野典彦
- アニメーションプロデューサー - 荻巣佑也
- アニメーション制作 - LIDENFILMS[2]
- 製作 - 「となりの妖怪さん」製作委員会

### 主題歌
「お化けひまわり」（cutting edge）
Piiによる第1話 - 第12話オープニングテーマ、第13話エンディングテーマ。
作詞はPii（第1話 - 第4話）→PORIN（第5話 - 第13話）、作曲・編曲はBIOMAN。
「イロノナカ」（premium sound production）
久保あおいによる第1話 - 第4話、第6話 - 第12話エンディングテーマ。
作詞はERICA YAMAMOTO、作曲は井上紗矢香、編曲はShinji Moroi。
エンディングアニメーションのサビ部分は一枚絵をカメラが引きながら映す演出となっており、この一枚絵は本編の内容に合わせ話数ごとに変更している。
「帰ろうか」
久保あおいによる第5話エンディングテーマ。
作詞は木村友威、作曲は井上紗矢香、編曲はShinji Moroi。
『イロノナカ』のアレンジ楽曲。本編内に流れる形で使用された。

### 各話リスト
| 話数   | 絵コンテ                   | 演出                       | 作画監督 | 総作画監督                                   | 初放送日      |
| ------ | -------------------------- | -------------------------- | --- | -------------------------------------------- | ------------- |
| 第1話  | 山内愛弥                   | 山内愛弥                   | 阿部慈光 伊藤大翼 高田謡子 西真由子 | 阿部慈光                                     | 2024年 4月7日 |
| 第2話  | 中野涼子                   | 中野涼子                   | 香田智樹 齊藤格 川岸隆太 和田賢人 柳田幸平 | たなべようこ                                 | 4月14日       |
| 第3話  | 鈴木正男                   | 篠崎康行                   | 柳田幸平 久松沙紀 齊藤格 ビート 山口光紀 森田実 斎藤梢 | 高田浩美 伊藤大翼 松岡謙治 露木愛里          | 4月21日       |
| 第4話  | 駒田由貴                   | 唐澤涼太                   | 柑原豆真 鎌田均 川岸隆太 三橋妙子 𠮷田肇 亀田朋幸 鈴木奈都子 宮田奈保美 mika 慧敏                                                                                           | 阿部慈光                                     | 4月28日       |
| 第5話  | 山内愛弥                   | 池田ユウキ                 | 三橋妙子 藤田正幸 小林ゆかり 亀田朋幸 西道拓哉 黒鳥剣 | 小林利充 たなべようこ                        | 5月5日        |
| 第6話  | 秋山朋子                   | 前原萌                     | 西真由子 柑原豆真 清水勝祐 糸島雅彦 | 西真由子                                     | 5月12日       |
| 第7話  | 中野涼子                   | 中野涼子                   | 川岸隆太 沼田広 竹島照子 古谷梨絵 鞠野黄英 | 阿部慈光                                     | 5月19日       |
| 第8話  | 山本隆太                   | 山本隆太                   | mika 鎌田均 香田智樹 黒鳥剣 和田賢人 藤田正幸 川岸隆太 Kim Dae Jung 横井優衣 中井恵巳 三橋妙子 佐野陽子 露木愛里 柑原豆真 西道拓哉 古谷梨絵 森田実 鈴木彩子 片田敬信 梅田香 | 伊藤大翼 松岡謙治                            | 5月26日       |
| 第9話  | 駒田由貴                   | 佐藤友一                   | 柳田幸平 小林ゆかり 冨永拓生 野村美妃 竹島照子 齊藤格 | 露木愛里 竹島照子                            | 6月2日        |
| 第10話 | 篠崎康行                   | 髙田美里                   | 糸島雅彦 清水勝祐 西道拓哉 斎藤梢 露木愛里 慧敏 | 松岡謙治 沼田広                              | 6月9日        |
| 第11話 | 秋山朋子                   | 前原萌                     | 高田謡子 沼田広 柑原豆真 三橋妙子 | 藤田正幸                                     | 6月16日       |
| 第12話 | 田辺泰裕                   | 水本葉月                   | 香田智樹 齊藤格 藤田正幸 鎌田均 川岸隆太 黒鳥剣 柳田幸平 柑原豆真 南部広海                                                                                                  | 阿部慈光 原田飛鳥 伊藤大翼 松岡謙治 藤田正幸 | 6月23日       |
| 第13話 | 吉岡忍 山内愛弥 池田ユウキ | 山内愛弥 池田ユウキ 前原萌 | 西真由子 竹島照子 斎藤梢 露木愛里 沼田広 糸島雅彦 和田賢人 西道拓哉 柑原豆真 藤田正幸 阿部慈光 慧敏                                                                         | 阿部慈光                                     | 6月30日       |

### 放送局
| 放送期間               | 放送時間                     | 放送局                                              | 対象地域・備考                       |
| ---------------------- | ---------------------------- | --------------------------------------------------- | ------------------------------------ |
| 2024年4月7日 - 6月30日 | 日曜 2:00 - 2:30（土曜深夜） | 朝日放送テレビ（幹事局）および テレビ朝日系列全24局 | 日本国内 『ANiMAZiNG!!!』枠          |
| 2024年4月8日 - 7月1日  | 月曜 23:30 - 火曜 0:00       | AT-X                                                | CS放送 / 字幕放送 / リピート放送あり |
| 2024年4月12日 - 7月5日 | 金曜 2:00 - 2:30（木曜深夜） | BS12 トゥエルビ                                     | BS放送 / 『アニメ26』枠              |

| 配信開始日    | 配信時間                   | 配信サイト                                                                               |
| ------------- | -------------------------- | ---------------------------------------------------------------------------------------- |
| 2024年4月7日  | 日曜 2:30（土曜深夜） 更新 | U-NEXT アニメ放題                                                                        |
| 2024年4月9日  | 火曜 2:00（月曜深夜） 更新 | Prime Video Lemino ABEMA dアニメストア DMM TV バンダイチャンネル Hulu ニコニコチャンネル |
| 2024年4月10日 | 水曜 0:00 更新             | J:COM STREAM TELASA milplus                                                              |
|               | 水曜 12:00 更新            | TVer                                                                                     |

| 朝日放送テレビ・テレビ朝日系列 ANiMAZiNG!!!                                         | 朝日放送テレビ・テレビ朝日系列 ANiMAZiNG!!! | 朝日放送テレビ・テレビ朝日系列 ANiMAZiNG!!!     |
| 前番組                                                                              | 番組名                                      | 次番組                                          |
| ----------------------------------------------------------------------------------- | ------------------------------------------- | ----------------------------------------------- |
| 最強タンクの迷宮攻略 〜体力9999のレアスキル持ちタンク、勇者パーティーを追放される〜 | となりの妖怪さん                            | いわかける! - Sport Climbing Girls - （再放送） |